# Middelgrundsfortet
Middelgrundsfortet ist eine künstliche Insel in der Meerenge Öresund zwischen Seeland (Dänemark) und Schonen (Schweden), in der Verbindung der Ostsee mit dem Kattegat. Die Insel wurde 1890 unter der Regierung von König Christian IX. als Seefestung und Teil der Befestigung von Kopenhagen aus Granit für militärische Zwecke errichtet. Sie ist 300 Meter lang, bis zu 180 Meter breit und hat eine Fläche von rund sieben Hektar. Die Insel befindet sich etwa 15 Bootsminuten vor Kopenhagen entfernt und besitzt einen offiziellen Hubschrauberlandeplatz. Die Insel ist mit etwa 15.000 m² bebaut und diente bis 2014 touristischen Zwecken. Sie wurde 2015 an den Dänischen Pfadfinderverband (Det Danske Spejderkorps) verkauft und renoviert. Sie war wegen der Baufälligkeit und der Bauarbeiten öffentlich nicht zu betreten.
Im August 2019 wurde die Insel unter dem Namen Ungdomsøen („Die Jugendinsel“) als Ausflugsziel eröffnet. Sie wird täglich von Ausflugsschiffen angelaufen und der Hafen der Insel ist für Sportboote geöffnet.